# Mills E. Godwin, Jr.
Pour les articles homonymes, voir Godwin.
Mills Edwin Godwin, Jr. (né le 19 novembre 1914 à Suffolk (Virginie), mort le 30 janvier 1999) est un homme politique américain. Il a été gouverneur de Virginie à deux reprises, de 1966 à 1970, et de 1974 à 1978. Il avait été élu lieutenant gouverneur en 1961.
Il présente la particularité d'être le premier gouverneur de l'histoire des États-Unis à avoir été élu à deux reprises pour des partis différents: lors de son premier mandat il était démocrate, et lors de son deuxième mandat il était républicain.